# Geovanny Cumbicus
Geovanny Cumbicus (n. Loja, Loja, Ecuador; 25 de enero de 1980) es un exfutbolista y entrenador de fútbol ecuatoriano, actualmente dirige a La Unión de la Segunda Categoría de Ecuador.
Como entrenador su máximo logro ha sido la obtención de la Serie B 2018 al mando del Mushuc Runa.

## Trayectoria

### Como futbolista
Como futbolista se desempeñaba en la posición de medio campo y militó en clubes como Liga Deportiva Universitaria, Sociedad Deportiva Aucas y Liga de Loja, este último donde se retiró del fútbol profesional.
Hizo su debut profesional con Liga Deportiva Universitaria en 1999. Luego a mediados de 2004 se mudó a Liga de Loja de su ciudad natal y se estableció como titular para el club.
En la temporada 2008 se unió al Aucas pero regresó a la Liga de Loja en 2009. Luchó con lesiones en las campañas 2013 y 2014, siendo también asistente de entrenador interino en la campaña 2013.
Finalmente se retiró del fútbol el 18 de diciembre de 2014, a los 34 años.

### Como entrenador

#### Liga de Loja
Inició su carrera su carrera de entrenador en 2015 siendo asistente de Julio César Toresani  en Liga de Loja. 
Cuando Toresani fue despedido de su cargo en ese mismo año, Cumbicus asumió la dirección del equipo, logrando participar en la Copa Sudamericana donde quedó eliminado en la primera fase por Santa Fe de Colombia. Además, terminó perdiendo la categoría al descender a la Serie B después de ser derrotado por Barcelona S.C en la fecha 20 del Campeonato Ecuatoriano 2015, sin embargo estuvo al mando del club hasta 2017.

#### Mushuc Runa
En el 2018 fue contratado como nuevo entrenador de Mushuc Runa Sporting Club que disputaba la Serie B y con el cual consigue el ascenso a la Serie A al quedar campeón del Campeonato Ecuatoriano Serie B 2018.
También jugó el repechaje por el cupo de Ecuador 4 para la copa Sudamericana 2019 ante Sociedad Deportiva Aucas, equipo al que superó con un marcador global de 3-2. Aquel logro llevó a que fuera ratificado para la temporada 2019,sin embargo fue cesado de su cargo a mediados de ese mismo año por la obtención de malos resultados en Campeonato Ecuatoriano Serie A.
Con el ponchito también disputó en la Copa Sudamericana 2019 pero fueron eliminados en la primera fase por Unión Española de Chile.

#### C. D. Olmedo
En 2020 acordó un trato con Pelileo Sporting Club para convertirse en su entrenador para la campaña 2020, pero el club se retiró de la Segunda Categoría debido a problemas económicos provocados por la pandemia de covid-19. No obstante el 18 de junio fue anunciado como nuevo entrenador del Centro Deportivo Olmedo, tras la renuncia del argentino Darío Franco. Dirigió al ciclón de los andes en un total de 25 partidos y salvo al club del descenso.

#### Regreso al Mushuc Runa
En 2021 regresó a dirigir al Mushuc Runa, en reemplazo de Ricardo Dillón.En aquella temporada el equipo cumple una gran campaña, se ubica séptimo en la tabla de posiciones del Campeonato Ecuatoriano al término del año y logra la clasificación para la Copa Sudamericana 2022 por segunda vez en su historia. En la temporada 2022 quedó eliminado de la Copa Sudamericana en la primera fase ante Liga de Quito. En mayo de 2023 fue despedido del cargo, debido a los malos resultados obtenidos.

#### Libertad F. C.
El 19 de agosto de 2023 fue contratado por Libertad F.C para dirigirlo en la Serie A de Ecuador, en reemplazo de Marcelo Robledo.El 19 de abril de 2024, fue despedido del club debido a los malos resultados en la LigaPro, dejando el equipo en la última posición. Desde su llegada en agosto de 2023, dirigió 20 partidos, logrando únicamente cinco victorias, cuatro empates y 11 derrotas. Fue reemplazado por Juan Carlos León.

#### Club Técnico Universitario
El 24 de julio de 2025 fue fichado en compañía del entrenador colombiano Fabián Torres, por el Club Técnico Universitario de Ambato, que se encontraba en la última posición de la Serie A 2025 del fútbol ecuatoriano con la imperiosa necesidad de salvar la categoría. 

## Clubes

### Como futbolista
| Club          | País    | Año       |
| ------------- | ------- | --------- |
| Liga de Quito | Ecuador | 1998-2004 |
| Liga de Loja  | Ecuador | 2004      |
| Liga de Quito | Ecuador | 2005      |
| Liga de Loja  | Ecuador | 2005      |
| Liga de Quito | Ecuador | 2006      |
| Liga de Loja  | Ecuador | 2006      |
| Liga de Quito | Ecuador | 2007      |
| Liga de Loja  | Ecuador | 2007      |
| Aucas         | Ecuador | 2008      |
| Liga de Loja  | Ecuador | 2009-2014 |

### Como entrenador
| Club                  | País    | Año       |
| --------------------- | ------- | --------- |
| Liga de Loja          | Ecuador | 2015-2017 |
| Mushuc Runa           | Ecuador | 2018-2019 |
| Olmedo                | Ecuador | 2020      |
| Mushuc Runa           | Ecuador | 2021-2023 |
| Libertad F. C.        | Ecuador | 2023-2024 |
| Gualaceo              | Ecuador | 2024      |
| La Unión              | Ecuador | 2024      |
| Técnico Universitario |         | 2025      |

## Palmarés

### Como entrenador

#### Campeonatos nacionales
| Título                         | Club        | País    | Año  |
| ------------------------------ | ----------- | ------- | ---- |
| Campeonato Ecuatoriano Serie B | Mushuc Runa | Ecuador | 2018 |